# 財産区
財産区（ざいさんく、英語: property ward）とは、日本における特別地方公共団体の一種。

## 概要
財産区は市町村の一部で財産を有し若しくは公の施設を設けているもの又は市町村の廃置分合若しくは境界変更の際の関係地方公共団体の財産処分に関する協議に基づいて市町村の一部が財産を有し若しくは公の施設を設けるものとなるものをいう（地方自治法第294第1項）、具体的には合併後の市町村の行政区画である「大字」とか「町」とかいわれる集落が農業用溜池や地区の山林等、その地域に限られた利用を目的にした非収益的性格の強い資産を所有してきているものを指す。

## 沿革
財産区という名称は昭和22年（1947年）の時点で初めて法律で規定されたが、その沿革は古く、江戸時代以前からの農耕を中心とした生活共同体として自然発生的に生まれた「自然村」的な村の性格に基づくものとされ、この自然村的役割のなかで農業用溜池や入会林野等の村民総有の財産が生まれ、使用収益されてきた財産が財産区財産の母体であるとされている。
これが明治22年（1889年）の市制・町村制施行に際し町村合併を円滑に推進させるため、市町村の一部で財産又は公の施設を有するものを合併後の市町村に帰属させず、その区域を「財産区」として特別の法規制の網をかぶせることとした。
その結果、財産区には市制町村制施行の際（明治22年）認められた旧財産区と市制町村制施行後の廃置分合又は境界変更の際の財産処分の協議により設けられた新財産区の2種類がある。旧財産区の区域は明治の町村合併前の旧村であり、通常は部落単位で構成されている。一方、新財産区の区域は昭和の大合併（またはそれ以降の市町村の廃置分合）より前の市町村の区域である。旧財産区は徳川時代から部落住民の入会財産であったものを公有財産に組み入れようとした権力の政策に由来するものであり、新財産区は戦後の町村合併に際し、新市町有に編入されることを拒否して旧町村単位で財産区をつくる場合に生じたものである。旧財産区及び新財産区は共に現行の地方自治法の適用を受ける。
なお、財産区の区域が二以上の市町村の区域にまたがる時は、それぞれの属する市町村の区域ごとに分立して独立の財産区となるか、あるいは一部事務組合の形態をとることになる。

## 財産
財産区が扱う財産として主なものとして山林、畑、ため池、墓地、温泉、スキー場、観光農園などがある。山林における材木の出荷を目的として国鉄の専用線を保有していた事例もある。
1954年の地方自治法改正により掲げられた財産区運営の二大原則は財産区住民の福祉を増進することと市町村の一体性を損なわないことである（地方自治法第296条の5第1項）。
法律上は市町村の住民で当該財産区の住所を有する者は、財産区設置前からの旧来からの住民であろうが、財産区設置後に転入してきた住民であろうが、全て財産区住民となり平等な権利義務を持つ。しかし、当該財産区に旧慣使用権により財産区有地を占用する実質入会集団が存在している場合など、住民の中で占用権を有する入会集団などの構成員だけが権利を行使している場合も多い。また、入会団体など住民による権利能力なき社団が所有する土地の登記名義の管理を財産区が行うこともある。
財産区名義の土地における利用権の法的性質が、民法上の入会権であるか、地方自治法上の旧慣使用権であるかについて、裁判所において住民と行政の間で解釈が争われることがある。事実認定は弁論と証拠調べによって判断されるが、私権の入会権であるとして、住民に民事訴訟の当事者資格が認められた判例がある。一方で旧自治省を初めとする行政官庁の主張により公権の旧慣使用権と判断された場合は、訴え自体が不適法却下となる。
財産区の財産および公の施設に関し特に要する費用は財産区の負担とされる（地方自治法第294条第2項）。財産区の会計は市町村の会計と分別しなければならない（地方自治法第294条第3項）。だが、必ずしも特別会計を設けなければならないということではない。
財産区の財産は公有財産にあたるため、その財産に対する固定資産税及びその財産から生ずる収益に対する市町村民税は賦課されないが、旧慣使用料（占用料）が固定資産税の算定基準を基に個別状況により算定され、納付する義務が課される。

## 機関
財産区議会
都道府県知事は必要があると認める時は市町村議会の議決を経て条例を制定し、財産区議会を設けることができると規定されている（地方自治法第295条）。財産区議会は市町村議会の議決事項のうち、財産区会計の予決算や財産区財産の管理処分及び契約の締結その他など財産区に関する事項を議決する権限がある。財産区の管理処分等について執行するのは市町村長であるが、市町村長の執行権は形式的となっている場合が多い。
なお、財産区議会の議員の定数、任期、選挙権、被選挙権及び選挙人名簿等については、財産区の議会に関する条例で定めることになっているが、概ね市町村議会議員に準じて規定されている。財産区議会の議事やリコールなどに関しては地方自治法第二編の町村議会に関する規定が準用されている（地方自治法第296条第3項）。
財産区管理会
財産区管理会は3つの権限を持つ。第一に財産区管理会は財産区の財産または公の施設の管理及び処分または廃止のうち重要なものについて同意権を有している（地方自治法第296条の3第1項）。第二に財産区管理会または管理委員に当該財産区管理会の同意を得て、財産管理に関する事務を執行することができる（地方自治法第296条の3第2項。第三に財産区管理会は財産区の事務の処理について監査の権限を持つ（地方自治法第296条の3第3項）。
財産区管理会は7人以内の管理委員をもって組織される（地方自治法第296条の2第2項）。管理委員は非常勤で任期は4年である（地方自治法第296条の2第3項）。委員の選出について公職選挙法に基づく選挙という制限はないので、大部分は慣習によって委員が選ばれ、市町村長の執行権により任命される
1954年の地方自治法改正により導入された。
財産区総会
都道府県知事は必要があると認める時は市町村議会の議決を経て条例を制定し、財産区総会を設けることができると規定されている（地方自治法第295条）。財産区総会は市町村議会の議決事項のうち、財産区会計の予決算や財産区財産の管理処分及び契約の締結その他など財産区に関する事項を議決する権限がある。財産区総会の議事等に関しては地方自治法第二編の町村議会に関する規定が準用されている（地方自治法第296条第3項）。財産区の管理処分等について執行するのは市町村長であるが、市町村長の執行権は形式的となっている場合が多い。
財産区総会は財産区の住民が少数で、その意思を決定するために容易に一堂に会することができる場合に設けられているが、このような例はあまり多くない。
機関を持たない財産区
財産区議会や財産区管理会や財産区総会が設置されない場合は財産区の事務の処理は財産区が所在する市町村長が行う。

## 特殊な事例
隣接する神戸市への合併にあたって合併後の市長の決裁が必要となる財産区を設けることを避け村有財産を財団法人住吉学園へ寄贈・移管した住吉村（合併後は神戸市東灘区の一地区）の例もある。この場合、固定資産税のほか法人税の課税を受ける。